# Zalingei
Zalingei hay Zalinjay (tiếng Ả Rập: زالنجي) là thủ phủ bang Trung Darfur ở miền tây Sudan. Vào năm 2009, dân số thành phố là 27.258 người.

## Khí hậu
Zalingei có khí hậu bán khô hạn (phân loại khí hậu Köppen BSh).
| Dữ liệu khí hậu của Zalingei            | Dữ liệu khí hậu của Zalingei | Dữ liệu khí hậu của Zalingei | Dữ liệu khí hậu của Zalingei | Dữ liệu khí hậu của Zalingei | Dữ liệu khí hậu của Zalingei | Dữ liệu khí hậu của Zalingei | Dữ liệu khí hậu của Zalingei | Dữ liệu khí hậu của Zalingei | Dữ liệu khí hậu của Zalingei | Dữ liệu khí hậu của Zalingei | Dữ liệu khí hậu của Zalingei | Dữ liệu khí hậu của Zalingei | Dữ liệu khí hậu của Zalingei |
| Tháng                                   | 1                            | 2                            | 3                            | 4                            | 5                            | 6                            | 7                            | 8                            | 9                            | 10                           | 11                           | 12                           | Năm                          |
| --------------------------------------- | ---------------------------- | ---------------------------- | ---------------------------- | ---------------------------- | ---------------------------- | ---------------------------- | ---------------------------- | ---------------------------- | ---------------------------- | ---------------------------- | ---------------------------- | ---------------------------- | ---------------------------- |
| Trung bình ngày tối đa °C (°F)          | 33.8 (92.8)                  | 34.8 (94.6)                  | 37 (99)                      | 37.7 (99.9)                  | 37.4 (99.3)                  | 34.6 (94.3)                  | 30.4 (86.7)                  | 28.7 (83.7)                  | 30.8 (87.4)                  | 34 (93)                      | 34.2 (93.6)                  | 33.6 (92.5)                  | 33.9 (93.1)                  |
| Trung bình ngày °C (°F)                 | 20.1 (68.2)                  | 21.4 (70.5)                  | 25 (77)                      | 26.4 (79.5)                  | 27.9 (82.2)                  | 27 (81)                      | 24.7 (76.5)                  | 23.6 (74.5)                  | 24.1 (75.4)                  | 24.1 (75.4)                  | 21.9 (71.4)                  | 20.3 (68.5)                  | 23.9 (75.0)                  |
| Tối thiểu trung bình ngày °C (°F)       | 6.5 (43.7)                   | 8.1 (46.6)                   | 13 (55)                      | 15.2 (59.4)                  | 18.4 (65.1)                  | 19.5 (67.1)                  | 19 (66)                      | 18.6 (65.5)                  | 17.5 (63.5)                  | 14.2 (57.6)                  | 9.6 (49.3)                   | 7 (45)                       | 13.9 (57.0)                  |
| Lượng Giáng thủy trung bình mm (inches) | 0 (0)                        | 0 (0)                        | 1 (0.0)                      | 5 (0.2)                      | 26 (1.0)                     | 70 (2.8)                     | 177 (7.0)                    | 198 (7.8)                    | 97 (3.8)                     | 16 (0.6)                     | 0 (0)                        | 0 (0)                        | 590 (23.2)                   |
| Nguồn: Climate-Data.org, altitude: 890m |                              |                              |                              |                              |                              |                              |                              |                              |                              |                              |                              |                              |                              |

## Giao thông
Zalingei có một sân bay, đồng thời được nối với các thành phố Geneina và Nyala bằng đường bộ.

## Giáo dục
Thành phố có Đại học Zalingei, được thành lập từ năm 1994 và tài trợ bởi Bộ Giáo dục Đại học và Nghiên cứu Khoa học.